# Montrevel (Jura)
Montrevel é uma comuna francesa na região administrativa de Borgonha-Franco-Condado, no departamento de Jura. Estende-se por uma área de 6,39 km². Em 2010 a comuna tinha 88 habitantes (densidade: 13,8 hab./km²).